# Rockefeller-Plateau
Das Rockefeller-Plateau ist eine zwischen 1000 und 1500 m hoch liegende Hochebene im westantarktischen Marie-Byrd-Land. Sie liegt östlich der Shirase- und der Siple-Küste sowie südlich der Ford Ranges, der Flood Range und der Executive Committee Range.
Der US-amerikanische Polarforscher Richard Evelyn Byrd entdeckte sie 1934 im Zuge seiner zweiten Antarktisexpedition (1933–1935). Er benannte sie nach John D. Rockefeller, Jr. (1874–1960), dem wichtigsten Geldgeber seiner Forschungsreisen.